# Sony Xperia XZ3
Sony Xperia XZ3 — Android-смартфон, який продавався та вироблявся Sony Mobile. Пристрій, що є частиною серії Xperia X, був анонсований громадськості на прес-конференції, що відбулася на щорічній конференції IFA 2018 у Берліні 30 серпня 2018 року. Це перший пристрій Xperia з OLED-дисплеєм і має таку ж систему динамічної вібрації, що й на Xperia XZ2. Це був останній телефон серії Xperia X і серії XZ, перш ніж Sony перейшла до нової схеми імен для своєї лінійки Xperia.
В Україні пристрій поступив в продажу 12 жовтня 2018 року за ціною 25 999 грн, та був доступний у двох кольорах: чорному та біле срібло.

## Дизайн
Xperia XZ3 використовує новий дизайн Sony «Ambient Flow», подібний до дизайну XZ2, однак він оснащений 6-дюймовим (150 мм) вигнутим OLED-дисплеєм, який обгорнутий навколо нової алюмінієвої рамки 7000 серії. Переднє і заднє скло пристрою виготовлено зі скла Corning Gorilla Glass 5. Сканер відбитків пальців також встановлений ззаду, як було на Xperia XZ2 і Xperia XZ2 Premium. Телефон оснащений двома фронтальними динаміками, імовірно, такими ж, як і в XZ2. 
Розміри Xperia XZ3 становлять 158 мм (6,2 дюйма) у висоту, з шириною 73 мм (2,9 дюйма) і товщиною 9,9 мм (0,39 дюйма) і вагою приблизно 193 г (6,8 унції).

## Технічні характеристики

### Апаратне забезпечення
XZ3 працює на базі Qualcomm Snapdragon 845 у поєднанні з 4 або 6 ГБ оперативної пам’яті LPDDR4X і графічним процесором Adreno 630. На більшості ринків пристрій поставлявся лише з одним внутрішнім сховищем об’ємом 64 ГБ з 4 ГБ оперативної пам’яті, однак у Тайвані він продавався з 64 ГБ пам’яті та 6 ГБ ОЗП.

### Дисплей
Sony раніше не використовувала OLED-панелі в своїх смартфонах, проте XZ3 є першим смартфоном Sony, який має цю панель. Це 6-дюймовий (150 мм) дисплей QHD+ (2880x1440) із співвідношенням сторін 2:1 (продається як 18:9). Будучи пристроєм Sony, він має технологію TRILUMINOS і X-Reality і підтримує 10-бітний колір, що означає, що він сертифікований для стандарту BT.2020 і відтворення HDR10. 

### Камера
Sony використовує звичний сенсор IMX400 у XZ3. Цей датчик вперше був представлений в XZs і XZ Premium. Він має мікросхему оперативної пам’яті, затиснуту між датчиком і шарами схеми керування, яка служить великим і швидким буфером, куди датчик може тимчасово вивантажити значну кількість захоплених даних, перш ніж передавати їх у внутрішню пам’ять телефону для обробки.
У цьому пристрої використовуються ті самі налаштування камери MotionEye, що й у XZ2. Він складається з 19 Мп 1/2,3” Exmor RS для мобільного сенсора з кроком 1,22 мкм, апертурою f/2,0 і 25-мм об’єктивом G. Він використовує механізм обробки зображень Sony BIONZ. Крім того, він також здатний знімати відео Super Slow Motion 960 кадрів в секунду.

### Батарея
Xperia XZ3 оснащений незнімним акумулятором ємністю 3300 мА·г. З XZ3 Sony відмовилася від QuickCharge 3.0 на користь USB Power Delivery (USB-PD), але вона все ще включає адаптивну зарядку Qnovo. Це дозволяє пристрою контролювати електрохімічні процеси в елементі у режимі реального часу і відповідно коригувати параметри зарядки, щоб мінімізувати пошкодження елемента і продовжити термін служби акумулятора.

### Програмне забезпечення
Xperia XZ3 — це перший Android-пристрій, який було випущено з операційною системою Android 9.0 «Pie». Він включає в себе нову функцію від Sony під назвою "Side Sense", який є користувацьким інтерфейсом, вбудований у стандартну панель запуску Xperia, її можна запустити, двічі торкнувшись будь-де вздовж вигнутого краю дисплея XZ3. Панель має список програм які можна запустити, та деякі функції зі шторки сповіщень. Незабаром Sony зробила доступне оновлення Android 10 для пристрою. 

### Версії
| Модель            | Діапазони мережей | Регіони | Примітки |
| ----------------- | --- | --- | -------- |
| H8416 (Одно SIM)  | GSM: 850, 900, 1800, 1900 МГц UMTS: 800, 850, 900, 1700/2100 (AWS), 1900, 2100 МГц LTE: Діапазони 1, 2, 3, 4, 5, 7, 8, 12, 13, 17, 19, 20, 25, 26, 28, 38, 39, 40, 41, 66 | Австралія, Хорватія, Чехія, Франція, Німеччина, Греція, Угорщина, Іберія, Ірландія, Італія, Нідерланди, Португалія, Південна Корея, Швейцарія, Велика Британія, США | [ 8 ]    |
| H9436 (Двох SIM)  | GSM: 850, 900, 1800, 1900 МГц UMTS: 800, 850, 900, 1700/2100 (AWS), 1900, 2100 МГц LTE: Діапазони 1, 2, 3, 4, 5, 7, 8, 12, 13, 17, 19, 20, 25, 26, 28, 38, 39, 40, 41, 66 | Франція, Німеччина, Греція, країни Північної Європи, Польща, Росія, Словенія, Україна, Велика Британія, Словаччина                                                  | [ 9 ]    |
| H9493 (Двох SIM)  | GSM: 850, 900, 1800, 1900 МГц UMTS: 800, 850, 900, 1700/2100 (AWS), 1900, 2100 МГц LTE: Діапазони 1, 2, 3, 4, 5, 7, 8, 12, 13, 17, 19, 20, 25, 26, 28, 38, 39, 40, 41, 66 | Тайвань, Гонконг (Варіант з 6 ГБ ОЗП) | [ 10 ]   |
| SO-01L (Одно SIM) | GSM: 850, 900, 1800, 1900 МГц UMTS: 800, 850, 2100 МГц LTE: Діапазони 1, 3, 4, 5, 7, 12, 13, 17, 19, 21, 28, 38, 39, 40, 41, 42                                           | Японія (модель оператора NTT DoCoMo) | [ 11 ]   |
| SOV39 (Одно SIM)  | GSM: 850, 900, 1800, 1900 МГц UMTS: 800, 850, 2100 МГц LTE: Діапазони 1, 3, 5, 7, 13, 17, 18, 26, 28, 38, 39, 40, 41                                                      | Японія (модель оператора au by KDDI) | [ 12 ]   |
| 801SO (Одно SIM)  | GSM: 850, 900, 1800, 1900 МГц UMTS: 850, 900, 1700/2100 (AWS), 1900, 2100 МГц LTE: Діапазони 1, 2, 3, 4, 8, 11, 12, 17, 28, 38, 39, 40, 41, 42                            | Японія (модель оператора SoftBank Mobile) | [ 13 ]   |